# Sauverny
Sauverny ist eine französische Gemeinde mit 1003 Einwohnern (Stand 1. Januar 2022) im Département Ain in der Region Auvergne-Rhône-Alpes. Sie gehört zum Kanton Gex im Arrondissement Gex und ist Mitglied im Gemeindeverband Pays de Gex Agglo.

## Geographie
Sauverny liegt an der Staatsgrenze zur Schweiz auf 485 m, fünf Kilometer südöstlich von Gex und etwa 13 Kilometer nördlich der Stadt Genf (Luftlinie). Das ehemalige Bauerndorf erstreckt sich im Pays de Gex an aussichtsreicher Lage an einem leicht nach Süden geneigten Hang südlich des Mont Mourex (dem Jura vorgelagerte Höhe), am nördlichen Rand des Genfer Beckens.
Die Fläche des 1,89 km² großen Gemeindegebiets umfasst einen Abschnitt des Pays de Gex. Die östliche Grenze verläuft entlang der Versoix, welche das Gebiet zum Genfersee entwässert. Der Bach fließt mit mehreren Mäandern durch eine breite Talniederung und nimmt hier von rechts den Oudar auf. Von der Talaue erstreckt sich das Gemeindeareal nach Westen über den Hang von Sauverny bis auf das angrenzende Plateau und in eine Moorniederung, in der sich der Étang de Cessy befindet. Auf dem Plateau wird mit 521 m die höchste Erhebung von Sauverny erreicht.
Zu Sauverny gehört ein Teil der Neubausiedlung Les Genévriers (475 m) südwestlich des Dorfes. Nachbargemeinden von Sauverny sind Versonnex im Süden und Westen, Cessy und Grilly im Norden sowie die schweizerische Gemeinde Versoix im Osten.

## Geschichte
Erstmals urkundlich erwähnt wurde Sauverny im Jahr 1164 unter dem Namen Soverney. Im Lauf der Zeit wandelte sich die Schreibweise über villa de Soverniaco (1225), Sauvernier (1317), Souvernier (1319), Sovernie (1332), Sovernier (1371) und Sauvergnier (1730) zum heutigen Namen Sauverny, der 1734 erstmals schriftlich belegt ist. Die Etymologie des Ortsnamens ist nicht eindeutig geklärt. Während einige Quellen die Ableitung vom gallorömischen Personennamen Sovernius sehen, propagieren andere die Herkunft von der Wortkombination sous vernaie (in der Bedeutung von unterhalb des Erlenhains).
Im Mittelalter gehörte Sauverny als Lehen zum Besitz der Herren von Gex. Zusammen mit dieser Herrschaft kam das Dorf im 14. Jahrhundert an die Grafen von Savoyen. Danach teilte Sauverny die wechselvolle Geschichte des Pays de Gex, mit dem es nach Abschluss des Vertrages von Lyon 1601 endgültig an Frankreich gelangte.

## Bevölkerung
| Jahr                       | 1962 | 1968 | 1975 | 1982 | 1990 | 1999 | 2006 | 2014 | 2021 |
| -------------------------- | ---- | ---- | ---- | ---- | ---- | ---- | ---- | ---- | ---- |
| Einwohner                  | 151  | 170  | 220  | 555  | 1067 | 1015 | 1118 | 1048 | 992  |
| Quellen: Cassini und INSEE |      |      |      |      |      |      |      |      |      |

Mit 1003 Einwohnern (Stand 1. Januar 2022) gehört Sauverny zu den kleineren Gemeinden des Départements Ain. Nachdem die Einwohnerzahl in der ersten Hälfte des 20. Jahrhunderts abgenommen hatte, wurde seit Beginn der 1960er Jahre wieder ein kontinuierliches Bevölkerungswachstum verzeichnet. Besonders starke Wachstumsraten wurden von 1975 bis 1990 registriert. In dieser Zeit verfünffachte sich die Einwohnerzahl. Außerhalb des alten Ortskerns wurden zahlreiche neue Einfamilienhäuser gebaut. Die Ortsbewohner von Sauverny heißen auf Französisch Sauvernien(ne)s.

## Sehenswürdigkeiten
- Pfarrkirche Saint-Maurice, 1848 anstelle eines früheren Gotteshauses erbaut
- zwei ehemalige öffentliche Waschhäuser (Lavoirs)

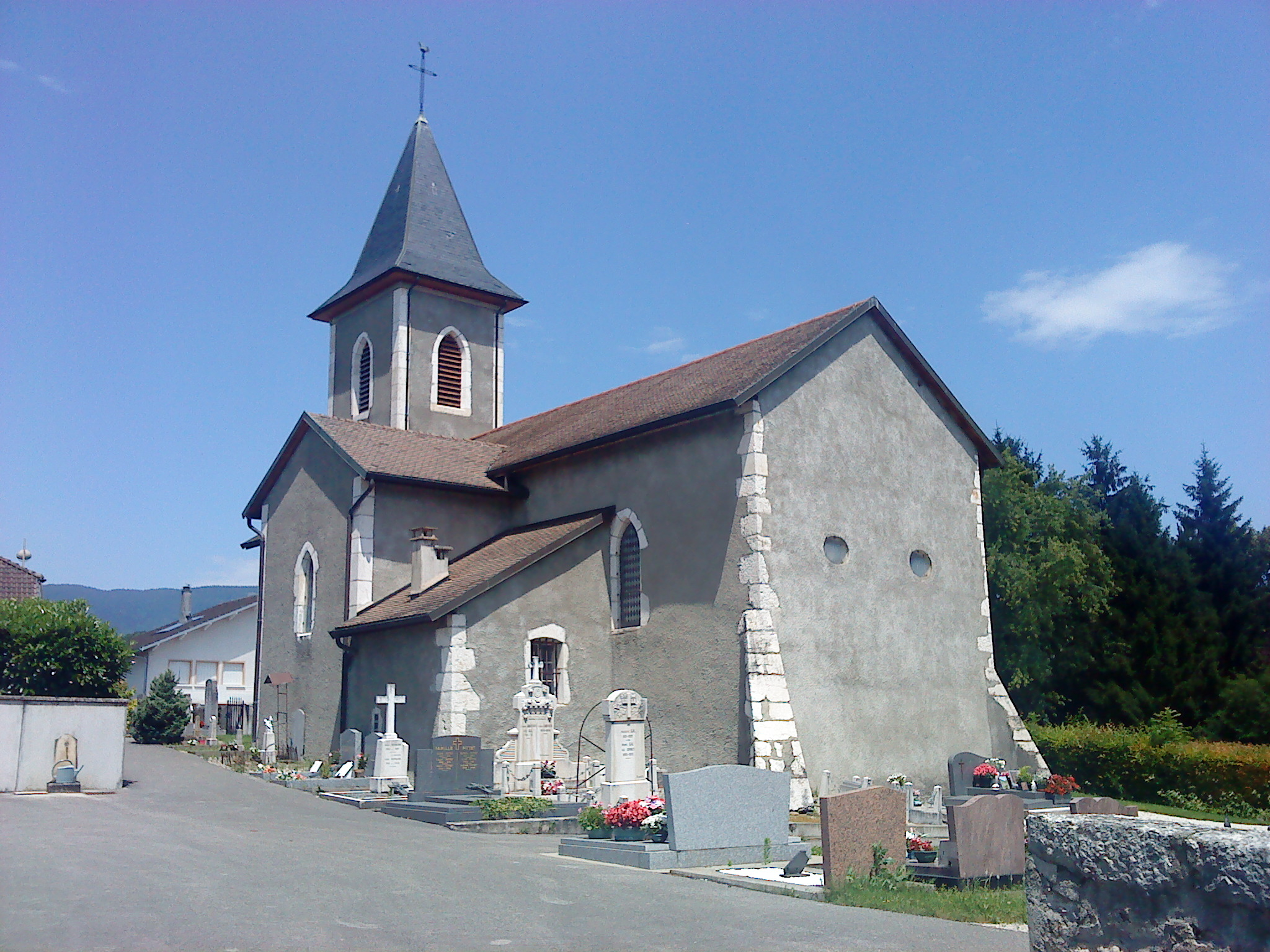
Kirche Saint-Maurice
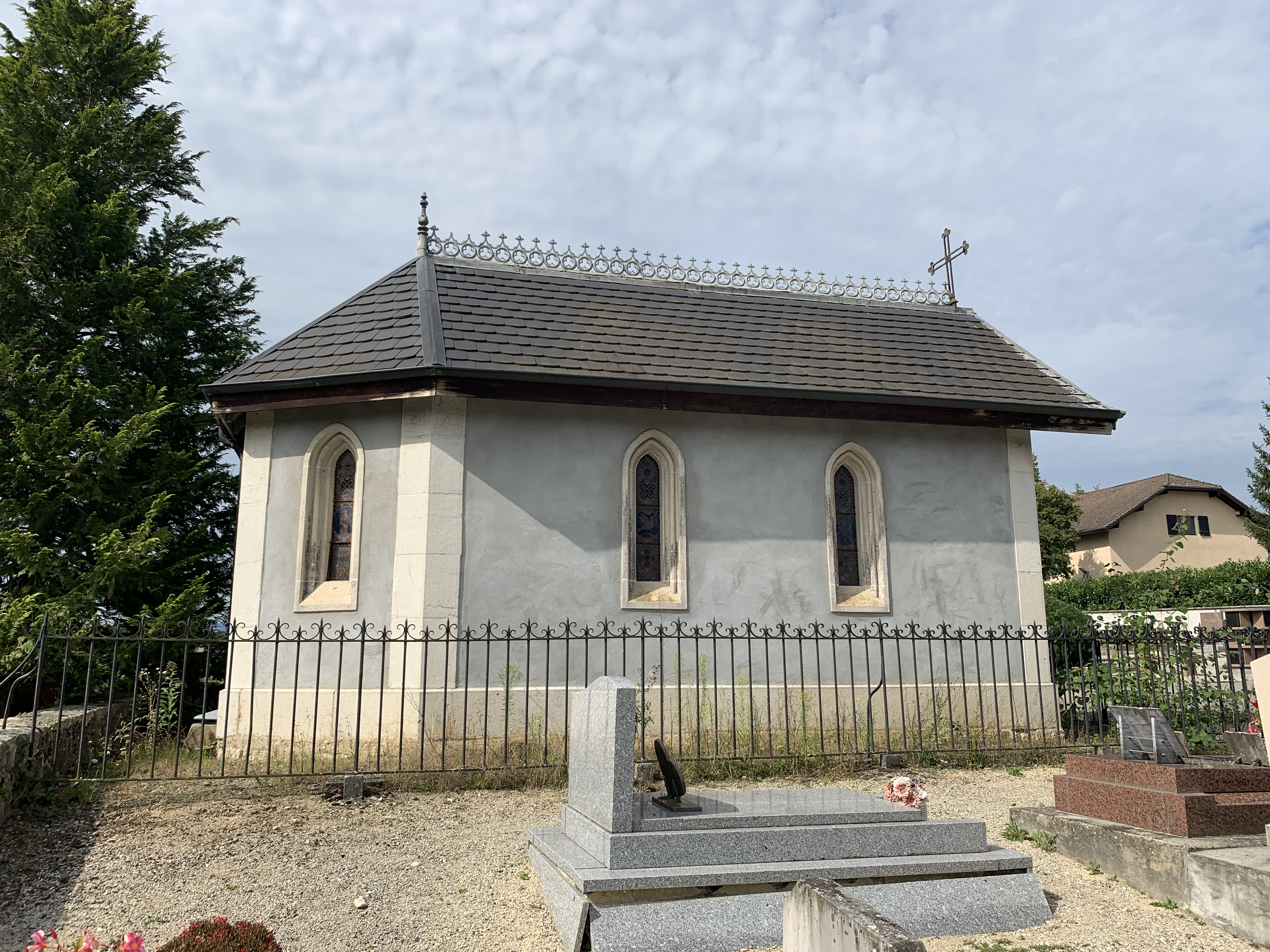
Friedhofskapelle
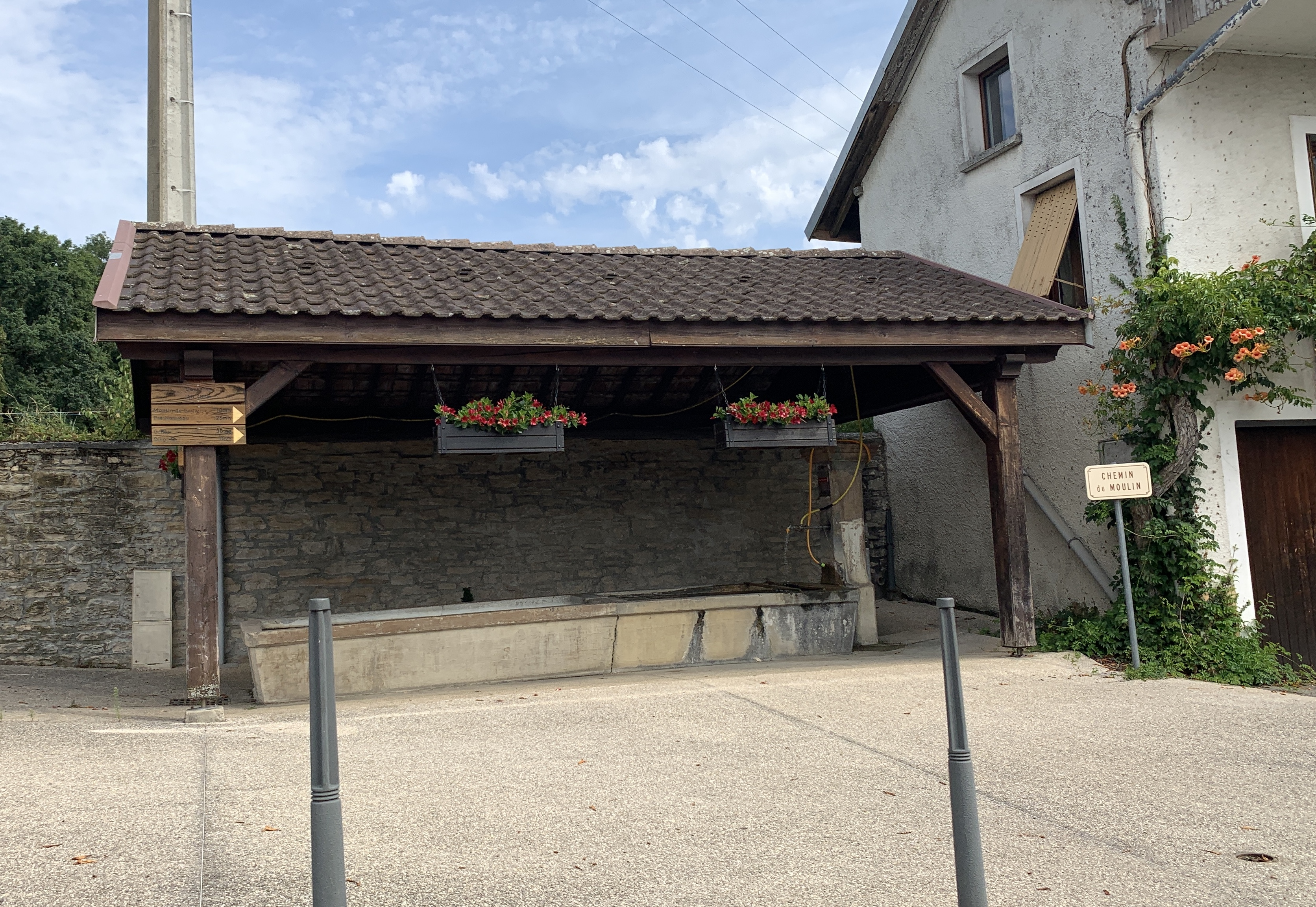
Lavoir
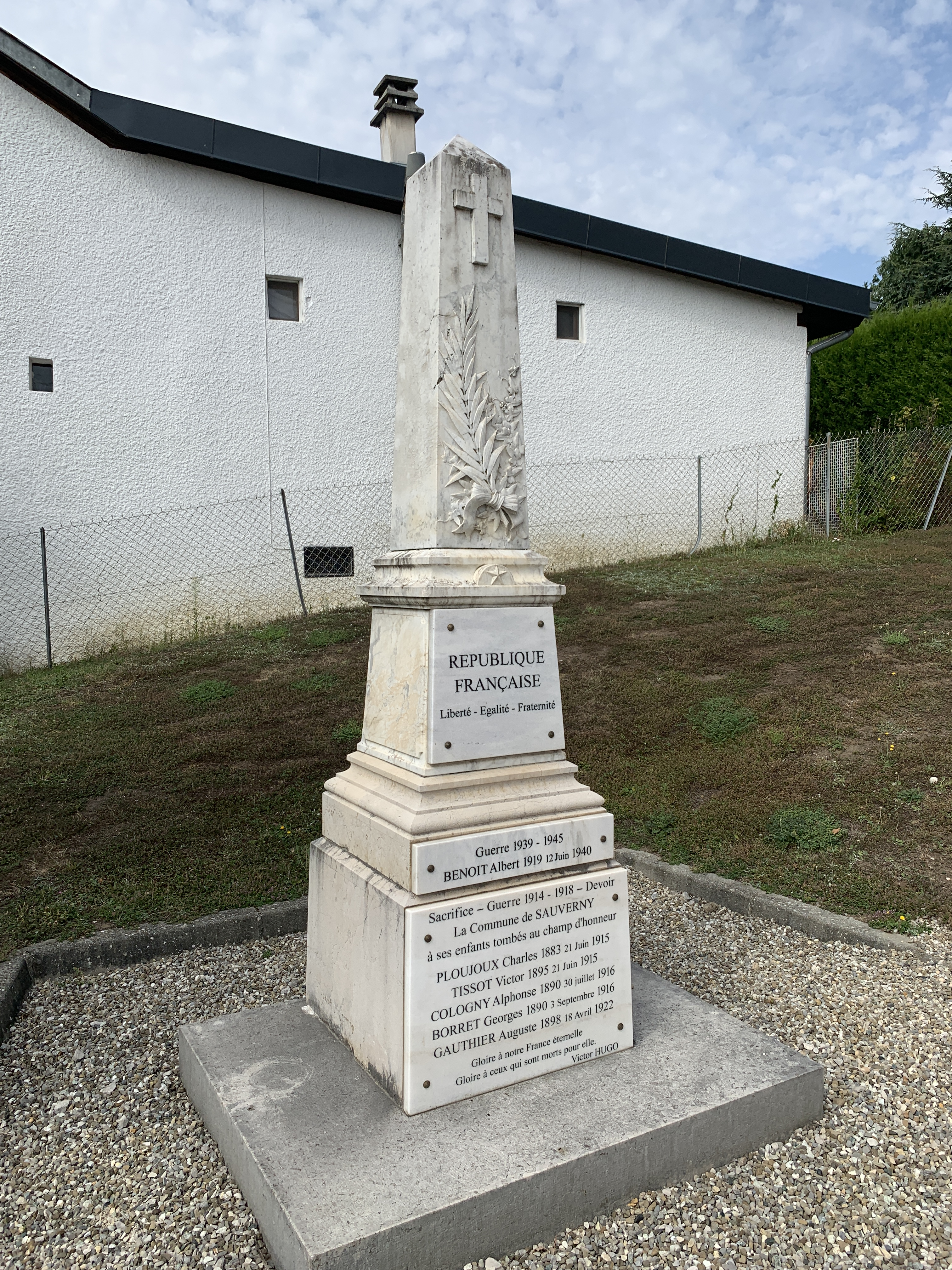
Gefallenendenkmal

## Wirtschaft und Infrastruktur
Sauverny war bis weit ins 20. Jahrhundert hinein ein vorwiegend durch die Landwirtschaft geprägtes Dorf. Heute gibt es einige Betriebe des Klein- und Mittelgewerbes. Mittlerweile hat sich das Dorf zu einer Wohngemeinde gewandelt. Zahlreiche Erwerbstätige sind Wegpendler, die in den größeren Ortschaften des Pays de Gex oder als Grenzgänger in der Agglomeration Genf arbeiten.
Die Ortschaft ist verkehrsmäßig gut erschlossen. Sie liegt an der Departementsstraße D15, die von Ferney-Voltaire nach Divonne-les-Bains führt. Weitere Straßenverbindungen bestehen mit Cessy und dem schweizerischen Versoix. Der nächste Anschluss an die schweizerische Autobahn A1 befindet sich in einer Entfernung von rund zehn Kilometern.
In Sauverny befindet sich eine staatliche école primaire (Grundschule mit eingegliederter Vorschule).